# Ferrari 640 F1
La Ferrari 640 F1, chiamata anche F1-89, è una monoposto di Formula 1 costruita dalla Scuderia Ferrari per partecipare al campionato mondiale di Formula 1 1989.
Progettata da John Barnard, fu assai innovativa, essendo la prima vettura di Formula 1 ad utilizzare un cambio semiautomatico sequenziale. Con alla guida Nigel Mansell e Gerhard Berger, vinse 3 gare e rilanciò la casa italiana ai vertici della massima categoria.

## Contesto e sviluppo

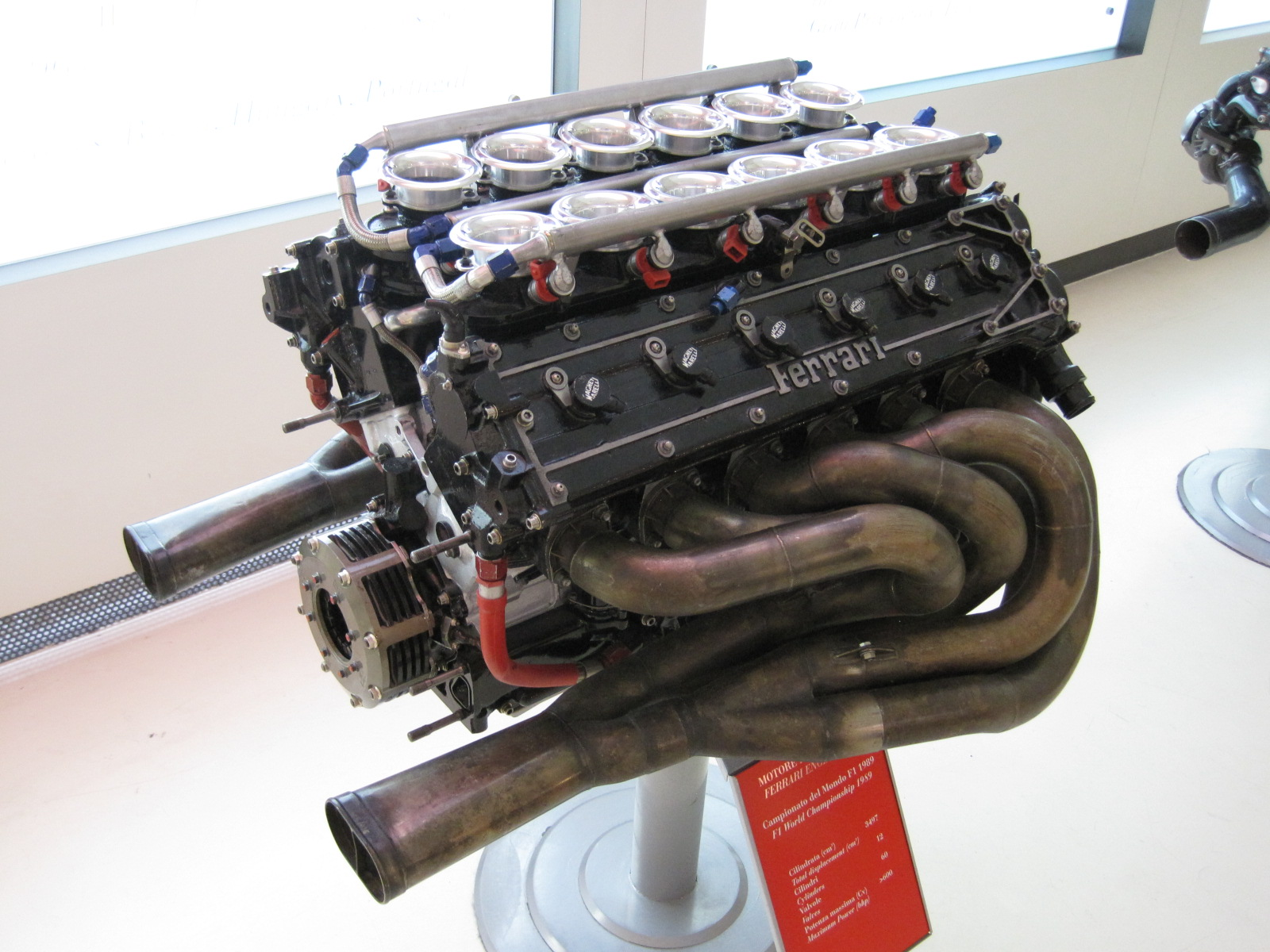
Il motore 035/5 V12 della 640 F1

Già nella seconda metà del 1988, che aveva visto il dominio incontrastato della McLaren (vittoriosa in tutte le gare di campionato eccetto il Gran Premio d'Italia, andato proprio dalla Ferrari), a Maranello si decise di implementare un intenso programma di sviluppo di una nuova monoposto per l'anno successivo.
Per far ciò venne ingaggiato il progettista inglese John Barnard, che negli anni precedenti aveva firmato diverse monoposto di successo proprio per la McLaren; sotto la sua direzione venne costruito in due esemplari il prototipo 639, vettura laboratorio da impiegare in un intenso programma di test nella seconda parte della stagione. 
La 639 assolse il compito di incubatore per diverse novità tecniche, prima fra tutte il cambio semiautomatico a 7 marce, una novità praticamente assoluta per la Formula 1, ma non del tutto per la Ferrari: un simile ausilio era infatti già stato testato nel 1979 a Fiorano, su una 312 T3 modificata affidata a Gilles Villeneuve, il quale, pur avendo realizzato prestazioni interessanti, l'aveva scartato esprimendo timori per la sicurezza del sistema. A distanza di 10 anni, Barnard credette fermamente nell'adozione in tale soluzione, sicché progettò l'abitacolo senza lo spazio per un eventuale ritorno alla tradizionale leva manuale. La strumentazione del cruscotto era parimenti innovativa, con un quadro di 7 spie luminose che si accendevano per indicare la marcia inserita.
Parallelamente un forte sforzo venne profuso nello sviluppo del motore: l'imminente abbandono del turbo in Formula 1 (già da qualche tempo soggetto a limitazioni prestazionali ed infine vietato dal regolamento alla fine del 1988) impose infatti ai costruttori di ritornare ai propulsori aspirati. La Ferrari scelse dunque di puntare sul V12, frazionamento legato strettamente ai suoi maggiori successi agonistici oltre che commerciali con i modelli di serie.  Per questo motore furono adottate le 5 valvole per cilindro (3 di aspirazione e 2 di scarico) ed il basamento in ghisa. La potenza ufficialmente dichiarata era di circa 600 CV a 12000 giri/minuto; tuttavia il motore subì evoluzioni continue per tutta la stagione, passando dagli iniziali (ed effettivi) 615 CV circa fino a quasi 660 CV a circa 13000 giri/minuto al termine del mondiale.
La messa a punto del cambio semiautomatico (testato per la prima volta nel luglio 1988 sul circuito di Balocco dai collaudatori Giorgio Enrico e Dario Benuzzi, in un clima di massima riservatezza) si rivelò lunga e difficile: la scarsa affidabilità e l'intrinseca complessità di un sistema così innovativo rischiarono di rallentare lo sviluppo dei motori. Per evitare un rallentamento generale del progetto i tecnici Ferrari recuperarono dunque una monoposto del 1987, l'adattarono al motore V12 e vi montarono un cambio tradizionale, ridenominandola F1 87/88A. Lo sviluppo del motore poté così proseguire "slegato" da quello della trasmissione.

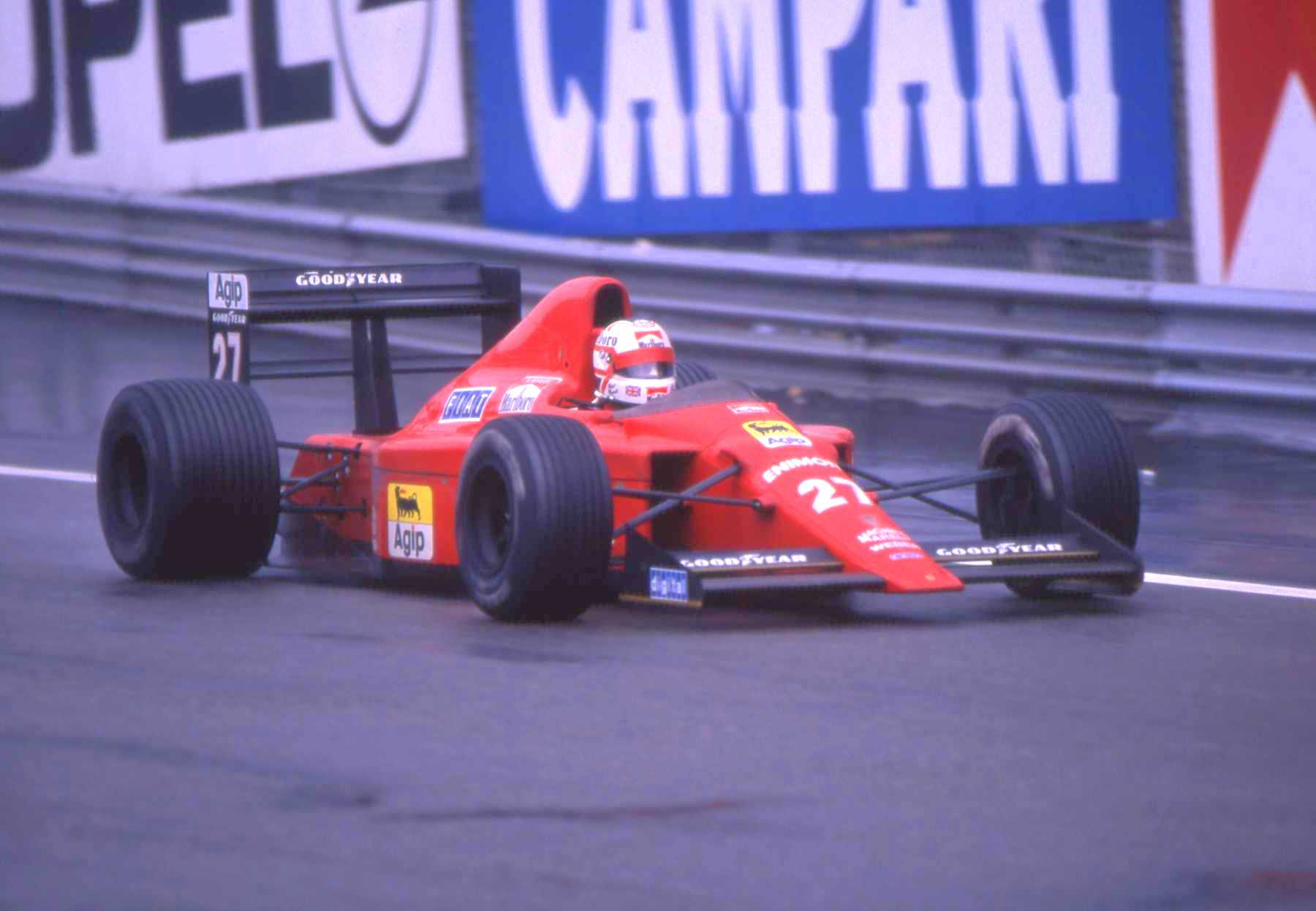
La 640 nella sua versione definitiva dotata di airscope, guidata da Nigel Mansell nel Gran Premio del Belgio 1989

Grosse innovazioni intervennero anche sul piano dell'aerodinamica: oltre al caratteristico musetto dalla forma simile a un becco d'uccello (per il quale la vettura fu scherzosamente soprannominata "papera"), la carrozzeria introdusse delle grandi pance laterali di forma sinuosa, al cui interno, oltre agli scambiatori di acqua e olio, trovavano spazio i serbatoi laterali della benzina. Sempre in ambito aerodinamico, la macchina non adottò l'airscope (ovvero la presa d'aria a periscopio sopra il rollbar), sostituita da due aperture dietro la testa del pilota, che di fatto rendevano il flusso sull'ala posteriore meno disturbato. Da ultimo, venne ridisegnato il fondoscocca, migliorandone l'efficienza dal punto di vista della deportanza, potendo dunque consentire l'adozione di un'ala posteriore di corda ridottissima.
Le sospensioni furono anch'esse un punto di rottura col passato: sia all'anteriore che al posteriore venne adottato lo schema push rod al posto del pull rod comparso alla fine del 1982 sull'avantreno della 126 C2. La maggiore innovazione in tema di sospensione fu rappresentata dall'introduzione di elementi elastici: al posto delle tradizionali molle elicoidali, Barnard utilizzò infatti barre di torsione verticali che all'anteriore erano circa all'altezza del ginocchio del pilota, mentre al posteriore trovavano spazio in un'apposita nicchia nella fusione del cambio.
Da tale lavoro nacque così la 640 F1, equipaggiata con motore V12 e cambio semiautomatico. Rispetto al modello 639 venne affinata ulteriormente l'aerodinamica, inoltre furono riposizionati i radiatori all'interno delle pance, modificati i serbatoi laterali, ribassati il telaio e la posizione di guida, ed aggiornato il cruscotto, sostituendo le spie del selettore delle marce con un display digitale. Durante la stagione la Ferrari rinuncerà alle prese d'aria laterali, adottando a sua volta un tradizionale airscope che si rivelò capace di garantire più cavalli al motore.

## Carriera agonistica

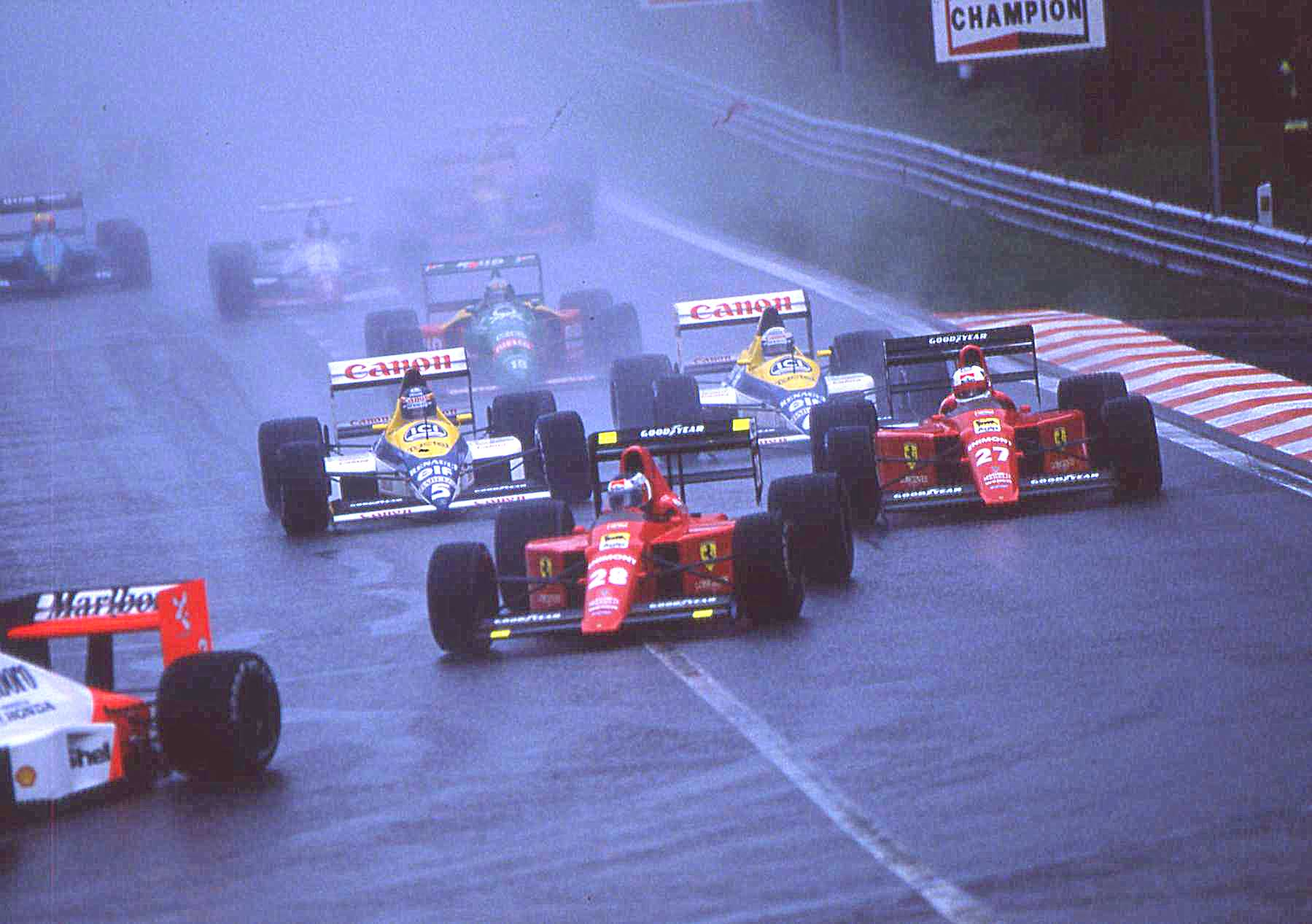
Le 640 di Gerhard Berger e Mansell al via di Spa-Francorchamps

Malgrado la preparazione certosina effettuata nel 1988 e la scelta di un pilota competitivo come Nigel Mansell (due volte vicecampione del mondo, voluto personalmente da Enzo Ferrari poco prima della sua scomparsa), affiancato al confermato Gerhard Berger, la 640 si rivelò veloce ma poco affidabile.
Al debutto in Brasile, Mansell vinse la gara battendo le quotate McLaren, nonostante un rocambolesco cambio di volante al pit stop causato da un guasto al meccanismo di selezione delle marce. Tuttavia nelle gare successive si verificarono parecchi ritiri per entrambi i piloti, causati in massima parte dal cambio semiautomatico. I guasti alla trasmissione furono prevalentemente di natura elettrica; nello specifico, l'alternatore, che era situato in una zona del retrotreno in cui si raggiungevano temperature eccessive, mandando in crisi le raffinate elettrovalvole che gestivano i servomeccanismi del cambio e portandolo alla rottura. Il problema venne compreso e risolto solo a stagione inoltrata.
Durante la stagione furono ottenute altre due vittorie: una di Mansell in Ungheria partendo dalla dodicesima piazza, e una di Berger in Portogallo. Il pilota austriaco riuscì a concludere solo 3 Gran Premi, contro le 6 di Mansell. Tuttavia, a dimostrazione della competitività della 640, ogni qualvolta i piloti riuscirono a terminare una corsa arrivarono sempre a podio.
Nella classifica piloti Mansell conquistò la quarta posizione con 38 punti, Berger la settima con 21 punti. Il team totalizzò 59 punti e si piazzò terzo nel mondiale costruttori.

## Risultati completi
| Anno | Team    | Motore  | Gomme | Piloti  |     |     |     |     |     |     |     |     |     |     |     |     |    |    |     |     | Punti | Pos. |
| ---- | ------- | ------- | ----- | ------- | --- | --- | --- | --- | --- | --- | --- | --- | --- | --- | --- | --- | -- | -- | --- | --- | ----- | ---- |
| 1989 | Ferrari | Ferrari | G     | Mansell | 1   | Rit | Rit | Rit | Rit | SQ  | 2   | 2   | 3   | 1   | 3   | Rit | SQ | ES | Rit | Rit | 59    | 3º   |
| 1989 | Ferrari | Ferrari | G     | Berger  | Rit | Rit |     | Rit | Rit | Rit | Rit | Rit | Rit | Rit | Rit | 2   | 1  | 2  | Rit | Rit | 59    | 3º   |

| Legenda | 1º posto     | 2º posto | 3º posto    | A punti         | Senza punti/Non class.  | Grassetto – Pole position Corsivo – Giro più veloce |
| Legenda | Squalificato | Ritirato | Non partito | Non qualificato | Solo prove/Terzo pilota | Grassetto – Pole position Corsivo – Giro più veloce |